# Канарьов Віктор Павлович
Віктор Павлович Канарьов (23 березня 1907, Коканд — 5 червня 1965) — радянський офіцер, Герой Радянського Союзу, в роки німецько-радянської війни командир 5-го гвардійського мінно-торпедного авіаційного полку (1-а мінно-торпедна авіаційна дивізія, ВПС Чорноморського флоту).

## Біографія
Народився 10 (23 березня) 1907 року в місті Коканді нині (Ферганської області Узбекистану). У 1925 році закінчив 9 класів школи. Працював статистиком Ферганського обласного земельного відділу в Коканді.
У Червоній Армії з квітня 1927 року. У 1928 році закінчив Ленінградську військово-теоретичну школу ВПС, в 1929 році — Севастопольську військову авіаційну школу морських льотчиків. З липня 1929 року — льотчик-інструктор, з листопада 1931 року — командир ланки Севастопольської ВАШМЛ. З грудня 1933 року — командир загону Єйської військової школи льотчиків і льотчиків-спостерігачів сухопутної і морської авіації імені І. В. Сталіна. У грудні 1936 року закінчив Вищу льотно-тактичну школу в Липецьку. З грудня 1936 року — командир морської розвідувальної ескадрильї в 105-й авіаційній бригаді ВПС Червонопрапорного Балтійського флоту.
Учасник радянсько-фінської війни 1939—1940 років на посаді командира 15-ї окремої морської розвідувальної авіаескадрильї ВПС Балтійського флоту. Здійснив декілька бойових вильотів на МБР-2.
З лютого 1941 року командував 119-м авіаційним полком ВПС Чорноморського флоту. Учасник німецько-радянської війни: у червні 1941 — серпні 1942 року — командир 119-го морського розвідувального авіаційного полку (ВПС Чорноморського флоту). Полк на гідролітаках МБР-2 брав участь в обороні Одеси, Севастополя і Новоросійська.
У період з серпня 1942 року по серпень 1943 року — командир 5-го гвардійського мінно-торпедного авіаційного полку (ВПС Чорноморського флоту). За цей час полк на бомбардувальниках і торпедоносцях Іл-4 знищив 8 транспортів, підводний човен, танкер, 8 барж і катерів, 24 літаки противника. Командир полку В. П. Канарьов особисто скоів 74 бойових вильотів (57 — на гідролітаку МБР-2 і 17 — на бомбардувальнику Іл-4).
За мужність і героїзм, проявлені в боях з німецько-фашистськими загарбниками, указом Президії Верховної Ради СРСР від 16 травня 1944 року гвардії підполковнику Канарьову Віктору Павловичу присвоєно звання Героя Радянського Союзу з врученням ордена Леніна і медалі «Золота Зірка» (№ 3806).
У 1944 році закінчив Академічні курси офіцерського складу ВПС і ППО при Військово-морській академії імені К. Є. Ворошилова. З квітня 1944 року — командир 1-ї (з травня 1944 року — 2-ї гвардійської Севастопольської) мінно-торпедної авіаційної дивізії (ВПС Чорноморського флоту), яка особливо відзначилася в Кримській наступальної операції і при ударах по німецько-румунським військам, що втікали з Севастополя. До вересня 1944 року дивізія під його командуванням брала участь в бойових діях на Чорному морі. Генерал-майор авіації з 5 листопада 1944 року.
Після війни продовжував командувати дивізією. З грудня 1945 по січень 1947 року — начальник штабу ВПС Чорноморського флоту. У 1949 році закінчив Вищу військову академію імені К. Є. Ворошилова і з квітня 1949 року — знову начальник штабу ВПС Чорноморського флоту. З лютого 1950 року — командувач ВПС 5-го військово-морського флоту (Владивосток), з травня 1953 року — командувач ВПС Тихоокеанського флоту, з травня 1955 перебував у розпорядженні Головкому ВМФ через тривалу хворобу.
З травня 1956 року — заступник начальника кафедри морської авіації Вищої військової академії імені К. Є. Ворошилова. З березня 1957 року — начальник секції реактивно-артилерійського озброєння в Морському науково-технічному комітеті (МНТК) ВМФ, з серпня 1959 року — заступник керівника науково-дослідної групи № 2 при головнокомандувачі ВМФ, з червня 1960 року — знову в МНТК. З квітня 1961 року генерал-лейтенант авіації В. П. Канарьов — у відставці.

Могила Віктора Канарьова

Жив у Москві. Помер 5 червня 1965 року. Похований на цвинтарі Комунарів в Севастополі.

## Нагороди, пам'ять
Нагороджений двома орденами Леніна (1944, 1952), трьома орденами Червоного Прапора (1940, 1942, 1947), орденами Ушакова 2-го ступеня (1944), Вітчизняної війни 1-го ступеня (1942), Червоної Зірки (1944), медалями, іменною зброєю (1957).
Ім'ям Героя названа вулиця в місті Коканді.